# Leucoraja lentiginosa
Leucoraja lentiginosa (лат.) — вид хрящевых рыб семейства ромбовых скатов отряда скатообразных. Обитают в тропических водах центрально-западной Атлантики. Встречаются на глубине до 588 м. Их крупные, уплощённые грудные плавники образуют диск в виде округлого ромба. Максимальная зарегистрированная длина 44 см. Откладывают яйца. Не являются объектом целевого промысла.

## Таксономия
Впервые вид был научно описан в 1951 году как Raja lentiginosa. Голотип представляет собой половозрелого самца длиной 40,2 см, пойманного в Мексиканском заливе (22°32′ с. ш. 88°47′ з. д.) на глубине 53 м. Видовой эпитет происходит от слова лат. lentigo — «веснушка». Ранее этих скатов путали с Leucoraja garmani.

## Ареал и среда обитания
Эти демерсальные скаты обитают в Мексиканском заливе у восточного побережья США и Мексики. Встречаются на внешнем крае континентального шельфа и в верхней части материкового склона на глубине 53—588 м, в основном между 60 и 366 м при температуре 7,62—23,51 °C.

## Описание
Широкие и плоские грудные плавники этих скатов образуют ромбический диск с округлыми краями и слегка выступающим кончиком рыла. На вентральной стороне диска расположены 5 жаберных щелей, ноздри и рот. На тонком хвосте имеются латеральные складки. У этих скатов 2 редуцированных спинных плавника и редуцированный хвостовой плавник. Дорсальная поверхность покрыта многочисленными тёмно-коричневыми и белыми пятнышками, не образующими розеток. На хвосте пятнышка формируют 5—6 отчётливые полосы. На спинных и хвостовом плавниках имеются тёмные и светлые отметины. Вентральная поверхность беловатая.
Максимальная зарегистрированная длина 44 см, а ширина диска 25 см.

## Биология
Эти скаты откладывают яйца, заключённые в жёсткую роговую капсулу с выростами на концах. Эмбрионы питаются исключительно желтком.

## Взаимодействие с человеком
Эти скаты не являются объектом целевого промысла. Попадаются в качестве прилова. Данных для оценки Международным союзом охраны природы охранного статуса вида недостаточно.